# Хоэнлайпиш
Хоэнлайпиш (нем. Hohenleipisch) — город в Германии, в штате Бранденбург, округе Эльба-Эльстер.
Подчиняется управлению Плесса.  Население составляет 2171 человек (на 31 декабря 2010 года). Занимает площадь 34,81 км².
| Год  | Население |
| ---- | --------- |
| 2005 | 2660      |
| 2010 | 2235      |